# (74169) 1998 RX2
(74169) 1998 RX2 – planetoida z pasa głównego asteroid okrążająca Słońce w ciągu 4,11 lat w średniej odległości 2,57 j.a. Odkryta 13 września 1998 roku.